# Modulație
Modulația este un proces folosit în telecomunicații prin care se modifică unul sau mai mulți parametri a unui semnal purtător (carrier) pentru a transmite informații.
Există trei semnale ce intră în procesul de modulație:

1. Semnalul modulator - Semnalul  informațional original ce se dorește a fi transmis
2. Semnalul purtător - Semnalul  electric al cărui parametrii vor fi modificați pentru a transmite semnalul modulator (1)
3. Semnalul modulat - Semnalul ce se transmite, și anume semnalul purtător, modificat corespunzător

Principala aplicație a modulației este transmiterea unui semnal informațional, folosind o altă bandă de frecvență decât cea pe care este acesta situat. Consecința imediată a acestei afirmații este că se pot transmite mai multe semnale (convorbiri, de exemplu) pe același canal de frecvențe, în același timp.
După categoria din care face parte semnalul modulator (purtător de informație), modulațiile se împart în doua mari grupe:

- modulații analogice: modulația în amplitudine (MA), modulația în frecvență (MF) și modulația în fază (MP)

- modulații digitale: ASK (amplitude shift keying), FSK (frequency shift keying), PSK (phase shift keying)

## Modulații analogice
Informația de interes (care se dorește să fie transmisă) se prezintă sub forma analogică (voce, muzică, variație de temperatură, etc.) iar matematic este descrisă printr-o funcție continuă. 

### Modulația în amplitudine (MA)
Constă în modificarea amplitudinii semnalului purtător (2) în strânsă corelație cu variația instantanee a amplitudinii semnalului de transmis (1). In funcție de spectrul semnalului obținut în urma modulării și care se transmite, MA se împarte în mai multe categorii:
- Ambele benzi laterale (DSB - double side bands): cu sau fără purtătoare suprimată

- Banda laterală unică (BLU): cu purtătoare suprimată (BLU-PS) sau fără
Matematic, un semnal MA este descris de următoarea relație:
- sMA(t) = Ap[1 + m*sM(t)] cos(ωp*t) unde:
- Ap - amplitudinea semnalului purtător
- m - indicele de modulație de amplitudine
- sM(t) - semnalul modulator (purtător de informație) de forma oarecare
- ωp - pulsația semnalului purtător (ωp = 2πfp)

Spectrul unui semnal MA pornind de la un semnal modulator oarecare, este redat în figura următoare (pentru simplitate, s-a reprezentat spectrul doar pentru frecvente pozitive):

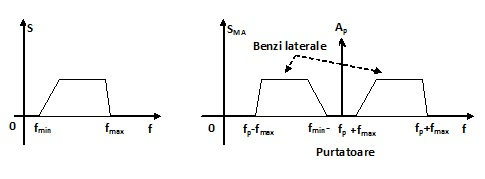
Spectrul semnalului MA

Considerând cazul unui semnal sinusoidal, sM(t) = Am cos(ωm*t), semnalul MA se poate scrie:
- sMA(t) = Ap[1 + m *Am *cos(ωm *t)]cos(ωp*t) = Ap*cos(ωp*t) + m *Ap *Am *cos(ωp *t) *cos(ωm*t) = Ap *cos(ωp*t) + (1/2)*m*Ap*Am*[cos((ωp - ωm) *t) + cos((ωp + ωm) *t)]

### Modulația în frecvență (MF)
Aceasta formă de modulație constă în variația frecvenței instantanee a semnalului purtător ca urmare a variației semnalului modulator (1). Comparativ cu MA, aceasta tehnică oferă două mări avantaje și anume:
- semnalul obținut în urma modulării MF este imun la interferențe cu zgomote de tip aditiv și prin urmare transmisia/recepția este mai „clară”.
- întrucât amplitudinea este menținută constantă, randamentul circuitelor electrice de generare, respectiv detectare a modulației este superior față de cazul anterior (MA).

Descrierea matematică a unui semnal MF este următoarea (pentru simplitatea calculelor faza instantanee se considera zero):
- sMF(t) = Ap cos(ωpt + kf∫sM(t) dt), unde
- Ap - amplitudinea semnalului purtător
- ωp - pulsația inițială a semnalului purtător (ωp = 2πfp)
- kf - factorul de deviație în frecvență
- sM(t) - semnalul modulator ((1), de formă oarecare)

Pentru un semnal sinusoidal de forma SM(t)= Am cos(ωmt), semnalul modulat în frecvență va fi:
- sMF(t)= Apcos(ωpt + kf ∫Amcos(ωmt)dt) = Apcos(ωpt + kf Am/ωm sin(ωmt)

Relația kf*Am = Δω poartă denumirea de deviație în frecventă, iar Δω/ωm = β va caracteriza indicele de modulație în frecventă.
Cu aceste relații, semnalul MF se scrie sub forma: 
- SMF(t) = Apcos(ωpt + βsin(ωmt))

### Modulația în fază (MP)
Variația semnalului de baza se reflecta în modificarea instantanee a fazei semnalului purtător. Aceasta forma de modulație este foarte asemănătoarea dpdv. funcțional cu MF, ele fiind cunoscute în literatura de specialitate ca modulații unghiulare. Intre faza și frecventa unui semnal, exista o strânsa legătura:
- faza se determina prin derivarea frecventei la un anumit momentul de timp, considerat de interes
- invers, frecventa unui semnal se determina prin operația de integrare a fazei pe o anumita durata sau perioada de timp 
În consecință, semnalul MP se poate obține cu lejeritate, utilizând tehnica de modulație MF cu condiția ca, în prealabil, semnalul purtător de informație (modulator) sa fie supus unei operații de derivare. 

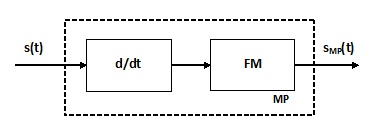
Schema bloc a unui modulator MP

## Vezi și
- Cod corector de erori
- Codec
- Modem
- Nivel fizic
- Telecomunicație